# Френк Херберт
Френклин Патрик Херберт (енгл. Franklin Patrick Herbert; Такома, 8. октобар 1920 — Медисон, 11. фебруар 1986) је амерички писац научне фантастике.

## Биографија
Рођен је као Франк Херберт Јуниор у Такоми, Вашингтон. Са 19 година почиње да пише за локалне новине, али када почне Други светски рат одлази у војску где је војни фотограф. По повратку из рата се уписује на књижевност, али је није дипломирао. Научну фантастику почиње да пише 1950-их. Његова дела су инспирисана екологијом у спрези са еволуцијом, религијом и политиком.

## Стваралаштво
Херберт је највише познат по свом роману Дина (1965), који се сматра једним од најбољих романа научне фантастике икада написаних. Радња је смештена на пустињску планету Аракис, која је постојбина џиновских црва и једини извор најтраженије дроге у целом Универзуму, зачина меланжа. Ова епска авантура је освојила обе најзначајније америчке награде за стваралаштво из области научне фантастике, „Хуго” и „Небула”, и добила култни статус међу читаоцима научне фантастике. Према овом роману је 1984. амерички режисер Дејвид Линч снимио истоимени филм.
Огромна популарност књиге довела је до пет наставака: Месија Дине (1969), Деца Дине (1976), Божански цар Дине (1981), Јеретици Дине (1984) и Капитол: Дина (1985). 
Поред ових, Херберт је аутор и многих других романа који су остали у сенци серијала о Дини: Хелстромова кошница, Одредиште: ништавило, Хајзенбергове очи, Експеримент „Досади”, Инцидент „Исус”, Ефекат „Лазар”... 
У својим причама Херберт се често дотицао великих културолошких дешавања и оних из човекове околине.